# Sistema de reducció de soroll Dolby

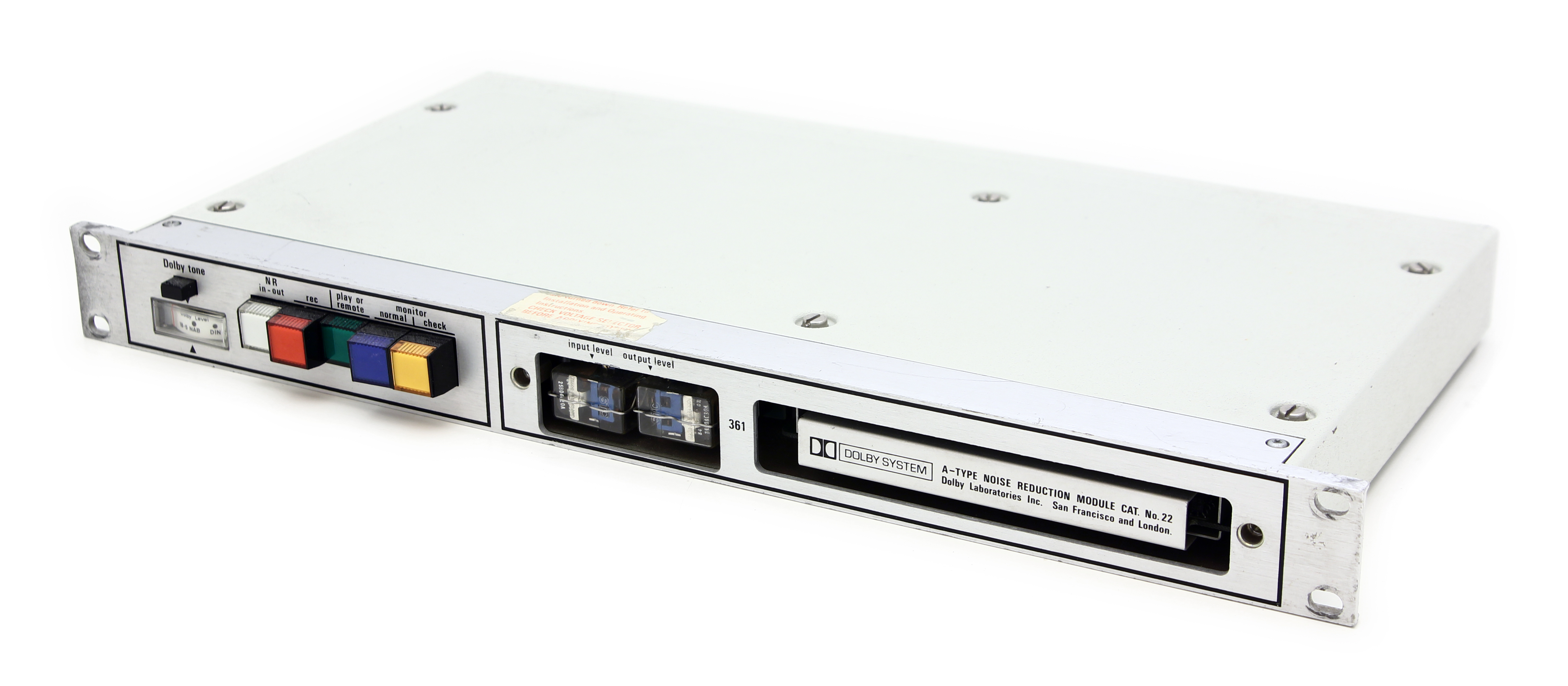
Un mòdul de reducció de soroll tipus Dolby 361 A

Un sistema de reducció de soroll Dolby o Dolby NR, és un d'una sèrie de sistemes de reducció de soroll desenvolupats per Dolby Laboratories per al seu ús en la gravació de cintes d'àudio analògics. El primer va ser Dolby A, un sistema professional de reducció de soroll de banda ampla per a estudis de gravació el 1965, però el més conegut és Dolby B (introduït el 1968), un sistema de bandes lliscants per al mercat de consum, que va ajudar a fer pràctica l'alta fidelitat a les cintes de casset, que utilitzaven una mida i una velocitat de cinta relativament sorollosas. És comú en reproductors i gravadors de cintes estèreo d'alta fidelitat fins als nostres dies, tot i que Dolby ha deixat l'any 2016 de llicenciar la tecnologia per a noves platines de casset. Dels sistemes de reducció de soroll, Dolby A i Dolby SR es van desenvolupar per a ús professional. Dolby B, C i S es van dissenyar per al mercat de consum. A part de Dolby HX, totes les variants Dolby funcionen comprimint el rang dinàmic del so durant la gravació i ampliant-lo durant la reproducció.

## Ús[3]
Quan es grava un senyal en cinta magnètica, hi ha un baix nivell de soroll de fons que sona com un xiulet. Una solució a aquest problema és utilitzar una cinta de baix soroll, que enregistra més senyal i menys soroll. Altres solucions són córrer la cinta a una velocitat més alta o utilitzar una cinta més ampla. Les cintes de casset es van dissenyar originalment per compensar la fidelitat per la comoditat d'enregistrar veu utilitzant una cinta molt estreta que funcionava a una velocitat molt lenta de allotjats en una carcassa de plàstic senzilla quan 15 en/s (38 cm/s) o les velocitats de la cinta eren d'alta fidelitat i era de menor fidelitat. Com a resultat de les seves pistes estretes i la seva velocitat lenta, els cassets fan que el xiulet de la cinta sigui un problema molt greu.

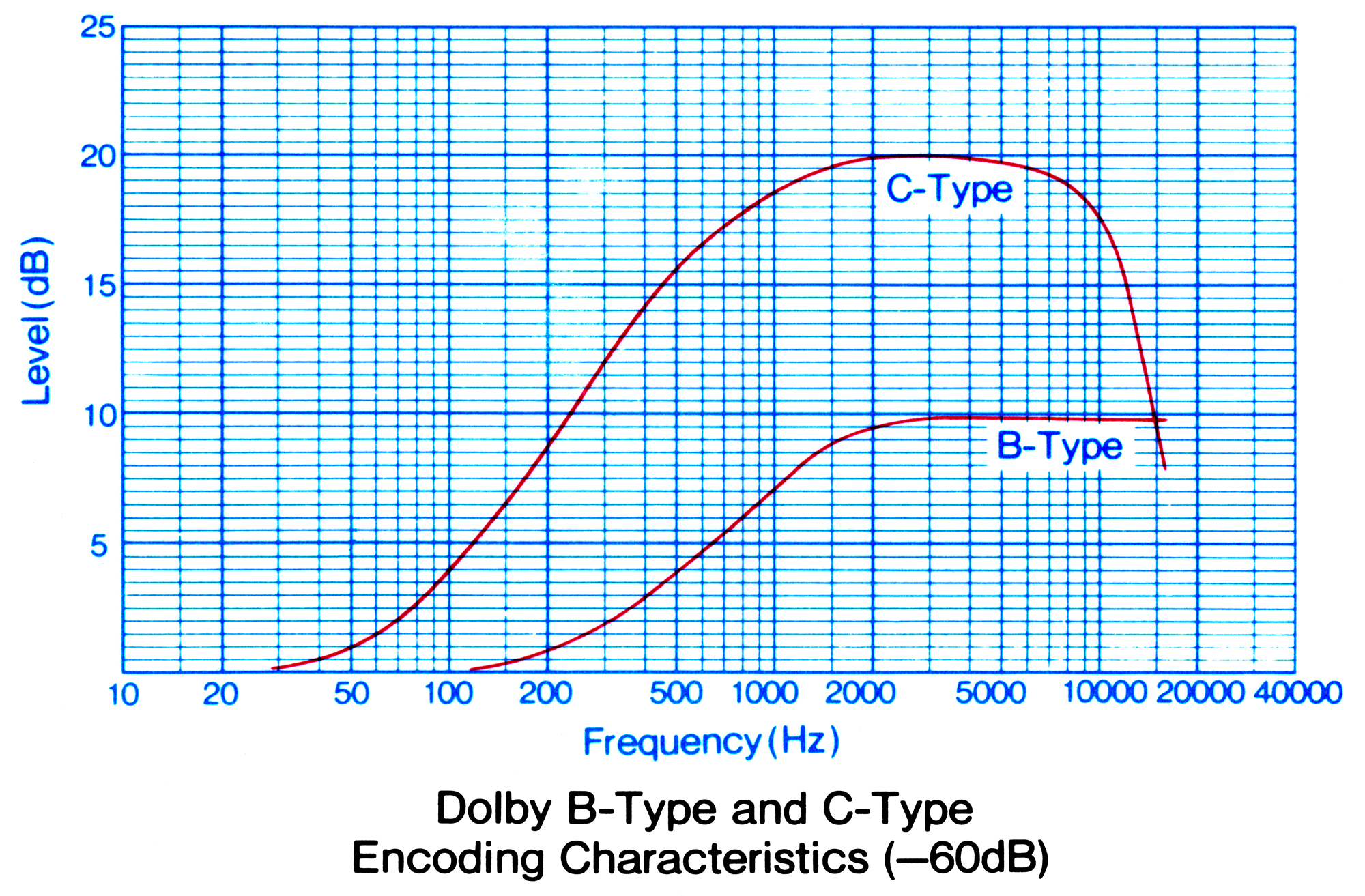
Característiques de codificació per a sistemes de reducció de soroll de tipus Dolby B i C per a un − Nivell de senyal d'entrada dB. Les corbes de descodificació utilitzades en la reproducció són exactament inverses i, per tant, la resposta general de la freqüència de registre/reproducció és plana

La reducció de soroll Dolby és una forma de preèmfasi dinàmic que s'utilitza durant la gravació, a més d'una forma de desèmfasi dinàmic que s'utilitza durant la reproducció, que funcionen conjuntament per millorar la relació senyal-soroll. La relació senyal-soroll és simplement el gran que és el senyal de música en comparació amb el baix nivell de soroll de la cinta sense senyal. Quan la música és forta, no es nota el baix nivell de soroll de fons, però quan la música és suau o en silenci, la majoria o tot el que es pot escoltar és el soroll. Si el nivell d'enregistrament s'ajusta de manera que la música sigui sempre alta, el soroll de baix nivell no s'audiria.

## Dolby A

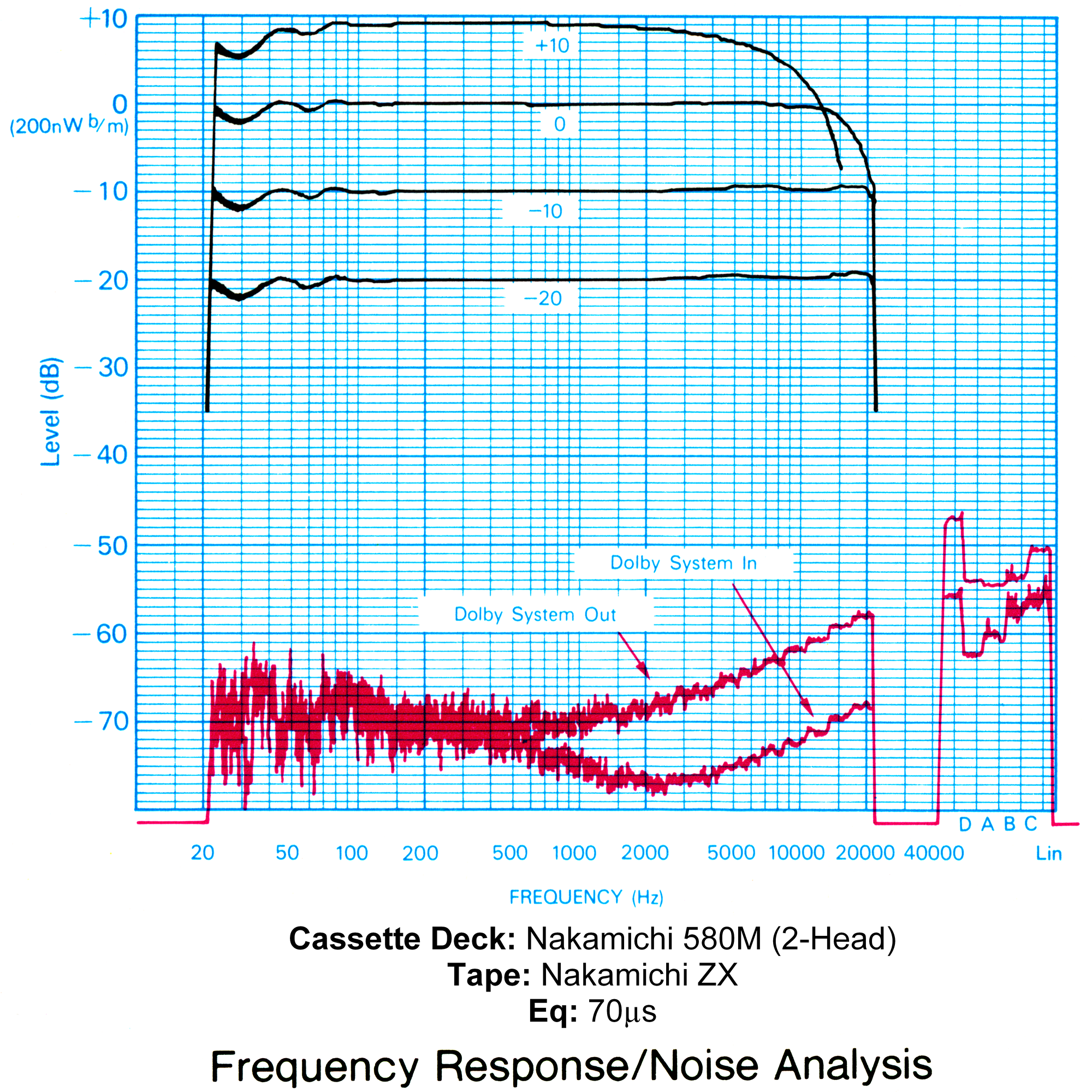
Anàlisi de resposta de soroll i freqüència d'una platina de cassets d'alt rendiment Nakamichi 580M amb sistema de reducció de soroll tipus Dolby B

Dolby La reducció de soroll de tipus A va ser el primer sistema de reducció de soroll de la companyia Dolby, presentat el 1965. Estava pensat per al seu ús en estudis de gravació professionals, on es va convertir en un lloc comú, guanyant una acceptació generalitzada al mateix temps que l'enregistrament multipista es va convertir en estàndard. El senyal d'entrada es divideix en bandes de freqüència mitjançant quatre filtres amb 12 Pendents dB per octava, amb freqüències de tall (3 punts de baixada dB) de la següent manera: passa baix a 80 Hz; pas de banda des de 80 Hz a 3 kHz; un pas alt de 3 kHz; i un altre pas alt a les 9 kHz. (L'apilament de les contribucions de les dues bandes de pas alt permet una major reducció de soroll a les freqüències superiors.) El circuit compander té un llindar de − . dB, amb una relació de 2:1 per a una compressió/expansió de 10 dB. Això en proporciona uns 10 dB de reducció de soroll augmentant fins als 15 possibles dB a 15 kHz, segons articles escrits per Ray Dolby i publicats per Audio Engineering Society (octubre de 1967) i Audio (juny/juliol de 1968).

## Dolby B

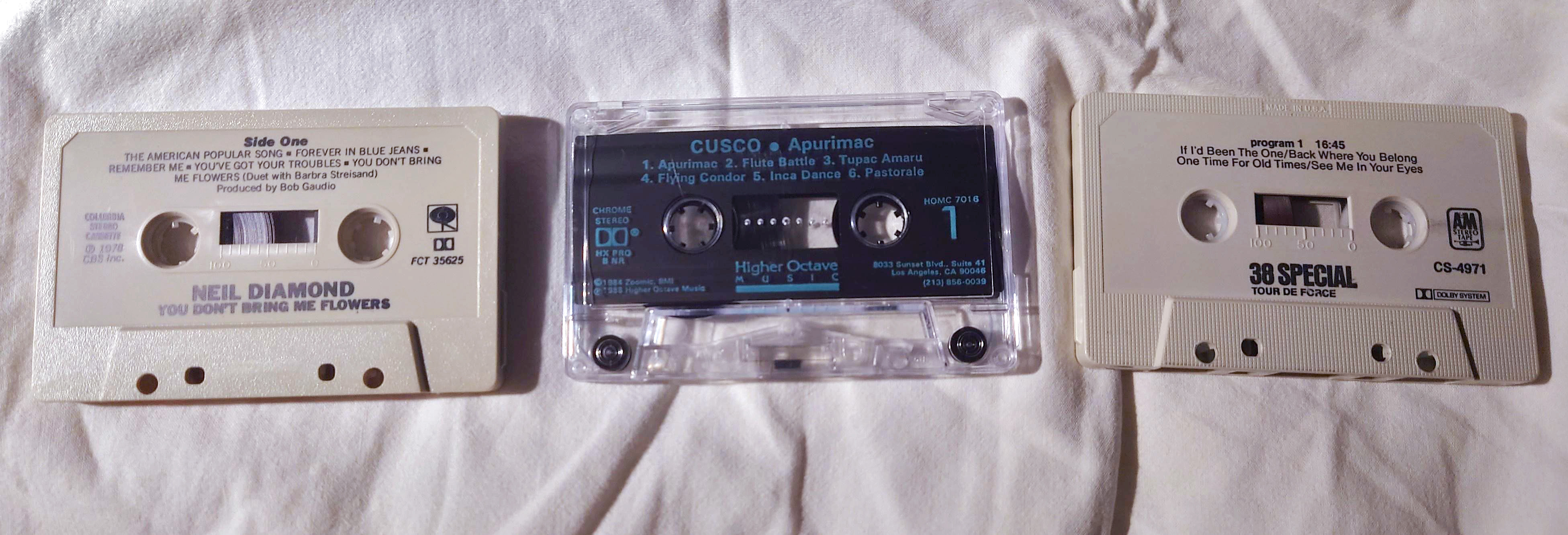
Tres cassets de música diferents codificats amb Dolby B, mostrant les diferents maneres en què es podria indicar l'ús del sistema. You Don't Bring Me Flowers utilitza un senzill logotip de Dolby; Apurimac utilitza un logotip de Dolby amb "B NR" (també amb "HX PRO" per indicar l'ús complementari d'aquesta tecnologia); Tour De Force utilitza un logotip de Dolby amb "Dolby System".

Dolby La reducció de soroll de tipus B es va desenvolupar després de Dolby A, i es va presentar el 1968. Consistia en un únic sistema de banda lliscant que proporcionava uns 9 dB de reducció de soroll (ponderada A), principalment per utilitzar-se amb cintes de casset. Era molt més senzill que Dolby A i, per tant, molt menys costós d'implementar en productes de consum. Dolby Els enregistraments B són acceptables quan es reprodueixen en equips que no tenen un Dolby Descodificador B, com ara molts reproductors de cassets portàtils i de cotxe barats. Sense l'efecte de desèmfasi del descodificador, el so es percebrà com més brillant a mesura que es subratllen les freqüències altes, que es poden utilitzar per compensar la resposta d'alta freqüència "avorrida" en equips econòmics. No obstant això, Dolby B proporciona una reducció de soroll menys efectiva que Dolby A, generalment en una quantitat superior a 3 dB.

## Dolby FM

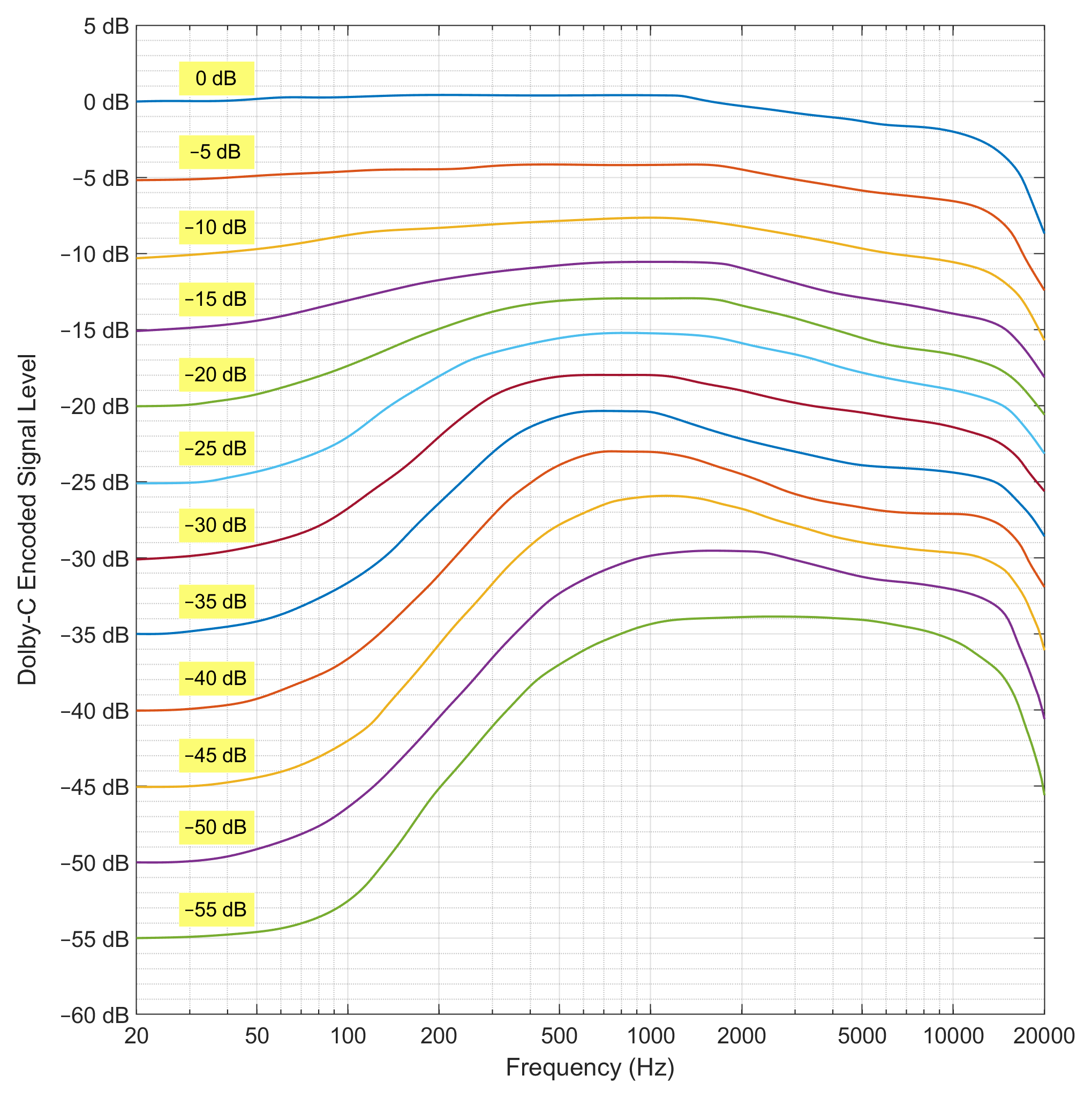
Característiques de codificació de la reducció de soroll tipus Dolby C per a una sèrie de nivells de senyal d'entrada

A principis de la dècada de 1970, alguns esperaven Dolby NR es va fer normal a les emissions de ràdio FM i es van fabricar alguns sintonitzadors i amplificadors amb circuits de descodificació; també hi havia unes gravadores amb un Dolby B mode "pass-through". El 1971 WFMT va començar a transmetre programes amb Dolby NR, i aviat unes 17 estacions van emetre amb reducció de soroll, però el 1974 ja estava en declivi. Dolby FM es basava en Dolby B, però va utilitzar un 25 modificat μs constant de temps de pre-èmfasi i una disposició de compactació selectiva de freqüència per reduir el soroll.

## Dolby C

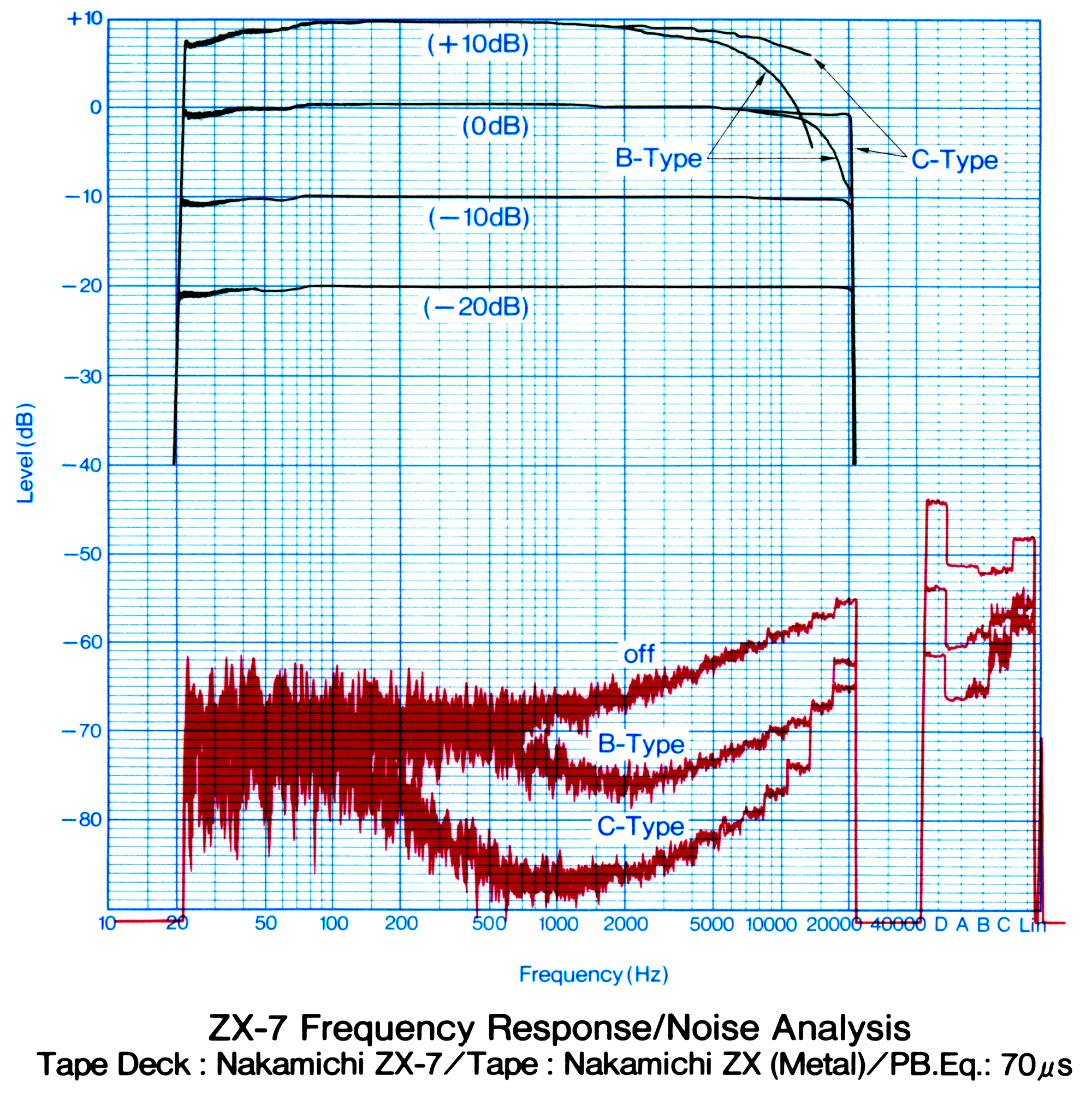
Comparació de les característiques de resposta de soroll i freqüència dels sistemes de reducció de soroll de tipus Dolby B i Dolby C, d'una platina de cassets d'alt rendiment Nakamichi ZX-7

El Dolby El sistema de reducció de soroll tipus C es va desenvolupar el 1980. En ofereix uns 15 Reducció de soroll en dB (ponderada A) al 2 kHz a 8 Regió de kHz on l'oïda és altament sensible i es concentra la majoria dels xiulets de la cinta. El seu efecte de reducció de soroll resulta de la disposició d'acció esglaonada de dos nivells (constituït per una etapa d'alt nivell i una etapa de baix nivell) de compressors i expansors connectats en sèrie, amb una extensió a freqüències més baixes que amb Dolby. B. Com en Dolby B, una tècnica de "banda lliscant" (la freqüència de funcionament varia amb el nivell del senyal) ajuda a suprimir la respiració no desitjada, que sovint és un problema amb altres tècniques de reducció de soroll.

## Dolby SR
El Dolby El sistema SR (Spectral Recording), introduït el 1986, va ser el segon sistema professional de reducció de soroll de l'empresa. És un enfocament de reducció de soroll molt més agressiu que Dolby R. Intenta maximitzar el senyal gravat en tot moment utilitzant una sèrie complexa de filtres que canvien segons el senyal d'entrada. Com a resultat, Dolby SR és molt més car d'implementar que Dolby B o C, però Dolby SR és capaç de proporcionar fins a 25 dB de reducció de soroll en el rang d'alta freqüència. Només es troba en equips de gravació professionals.

## Dolby S
Dolby S es va presentar el 1989. Es pretenia que Dolby S esdevindria estàndard en cassets de música comercials pregravats de la mateixa manera que Dolby B en tenia a la dècada de 1970, però va sortir al mercat quan el Compact Cassette estava sent substituït pel disc compacte com a format de música dominant del mercat massiu. Dolby Labs va afirmar que la majoria dels membres del públic en general no podien diferenciar entre el so d'un CD i un Dolby. Casset codificat en S. Dolby S va aparèixer principalment en equips d'àudio de gamma alta i mai es va utilitzar àmpliament.

## Dolby HX/HX-Pro
La cinta magnètica és inherentment de naturalesa no lineal a causa de la histèresi del material magnètic. Si un senyal analògic s'enregistrés directament a la cinta magnètica, la seva reproducció estaria extremadament distorsionada a causa d'aquesta no linealitat. Per superar-ho, es barreja un senyal d'alta freqüència, conegut com a biaix, amb el senyal gravat, que "empeny" l'embolcall del senyal cap a la regió lineal. Si el senyal d'àudio conté un fort contingut d'alta freqüència (en particular d'instruments de percussió com els plats de charles), això s'afegeix al biaix constant que provoca la saturació magnètica a la cinta. La polarització dinàmica o adaptativa redueix automàticament el senyal de polarització en presència de forts senyals d'alta freqüència, cosa que permet gravar a un nivell de senyal més alt.